# Баялиев, Карим Байелович
Карим Байелович Баялиев (род. 1927, аул Бериккара Джувалинского района Джамбулской области (ныне Жуалынского района Жамбылской области Казахстана) — казахский писатель, драматург и журналист. Заслуженный деятель культуры Республики Казахстан.

## Биография
Происходит из рода Шымыр племени дулат. 
Родился в местности Бериккара на берегу Биликоля в семье волостного управителя Байеля. Отец после установления советской власти был подвергнут репрессиям. До 1947 года обучался на юридическом факультете Казахского государственного университета им. С. М. Кирова (теперь Казахский национальный университет имени аль-Фараби). После окончания университета — на юридической и педагогической работе.
Работал заместителем начальника Джамбулского областного управления юстиции, преподавал в Джамбулском зооветеринарном техникуме, был литературным сотрудником редакции областной газеты «Сталиндік жол». С 1959 года в течение 28 лет — собственный корреспондент республиканского радио по Джамбулской области.
Член Союза писателей Казахстана, долгие годы возглавлял областную писательскую организацию.

## Творчество
Карим Баялиев — очеркист, автор сборников рассказов и повестей. Первые художественные произведения Карима Баялиева начали печататься в 1954 году. Дебютировал, как прозаик в 1959 со сборником рассказов «В пути».
По пьесам Баялиева «Гас гүл», «Оралу», «Атан келеді артында», «Қос дегелек» ставились спектакли в театрах Алматинской, Жамбылской, Южно-Казахстанской областей, городов Кыргызской Республики.

## Избранные произведения
- «В пути» (1959),
- «След человека» (1964),
- «Ливень» (1967),
- «Прилетели аисты» (1970),
- «Дыхание земли» (книга очерков, 1972),
- «Доброта» (1970)
- «Суд чести» (1989) и др.

Награждён Почетной грамотой Верховного Совета Казахской ССР, несколькими медалями, является Заслуженным деятелем культуры Республики Казахстан.